# Borrell II. (Barcelona)

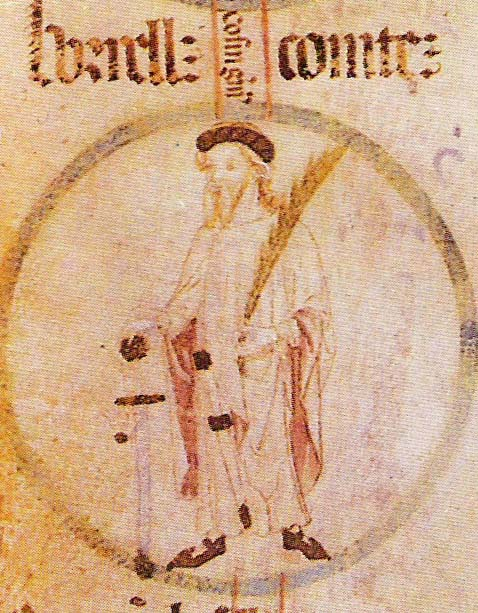

Borrel II. (* um 920; † 992) war ab 947 Graf von Barcelona, Girona und Osona sowie ab 948 von Urgell.

## Leben
Seine Eltern waren Sunyer I. Graf von Barcelona und Richilde von Rouergue. Nachdem sich sein Vater 947 ins Kloster zurückgezogen hatte, erbte er gemeinsam mit seinem jüngeren Bruder Miro († 968) die Grafschaften Barcelona, Girona und Osona, im darauffolgenden Jahr, nach dem Tod seines Onkels Sunifred II., auch die Grafschaft Urgell. Da die Macht der westfränkischen Könige in der Spanischen Mark im Schwinden war, suchte Borrell sich durch Verträge mit dem Kalifen von Córdoba abzusichern, was jedoch 985 nicht die Zerstörung Barcelonas durch al-Mansur verhinderte.
Gegen die Bedrohung durch die Mauren hatte Borrell im Jahr 985 die militärische Hilfe seines Lehnsherren, König Lothar, angerufen, der sich zwar zu einem Feldzug in die spanische Mark bereit erklärte, aber noch vor den Vorbereitungen dazu im Frühjahr 986 verstarb. Dessen Nachfolger Ludwig V. blieb in dieser Angelegenheit untätig. Offenbar hatte Borrell auch an den 987 gewählten König Hugo Capet ein Hilfsgesuch gerichtet, der jedenfalls in einem Antwortschreiben aus dem Spätjahr 987, das Erzbischof Gerbert von Reims verfasste, einen Feldzug in den Süden versprochen hatte, sofern ihm Borrell bis zum Osterfest 988 eine Gesandtschaft an seinen Hof schicken werde, die ihm seine Lehnstreue beschwöre. Von einer Gesandtschaft oder einem Treuebekenntnis Borrells zum neuen König ist nichts bekannt, genauso wenig wie dieser nie einen Feldzug in die spanische Mark angetreten hatte. Dies war das letzte Mal, dass ein katalanischer Graf die Unterstützung eines fränkischen Königs angerufen hatte. Borrell und seine Nachfolger hatten in ihren Territorien fortan losgelöst von der königlichen Autorität geherrscht, die von der jungen Kapetingerdynastie überhaupt kaum noch über die Loire hinaus in den Süden zur Geltung gebracht werden konnte. Damit wird besonders von der nationalen Warte aus betrachtet häufig in dem Jahr 986 das Datum zur faktischen Unabhängigkeit Kataloniens vom (west)fränkischen Reich erkannt, die allerdings für fast 300 Jahre nur eine einseitige Angelegenheit blieb. Die fränkisch-französischen Könige hatten erst im Vertrag von Corbeil von 1258 ihren Verzicht auf jede gebieterische Autorität über Katalonien geleistet.
967 besichtigte Borrel II. das Kloster St. Gerald von Aurillac, und der Abt bat ihn, Gerbert d’Aurillac (den zukünftigen Papst Silvester II.) mit sich zu nehmen, damit der junge Mann Mathematik in Barcelona studieren könne. Am Hof des Grafen von Barcelona erhielt er eine wissenschaftliche Ausbildung unter der Leitung von Bischof Ató de Vic, einem angesehenen Experten für Mathematik, Astronomie und Musik. Er hielt sich drei Jahre im Kloster Santa Maria de Ripoll (Ripollès) auf und vielleicht in den islamischen Städten Córdoba und Sevilla. 969 machte Borrel eine Pilgerreise nach Rom und nahm Gerbert mit. Gerbert traf dort Papst Johannes XIII. und Kaiser Otto I. Der Papst überzeugte Otto, Gerbert als Tutor für seinen jungen Sohn, den zukünftigen Kaiser Otto II. einzusetzen.
Nach seinem Tod folgte ihm sein ältester Sohn Raimund Borrell in Barcelona, die Grafschaft Urgell fiel an den zweiten Sohn Ermengol.

## Familie
Er heiratete vor 968 Leodgard († nach 980), der Ehe entstammten fünf Kinder
- Tochter († vor 6. Juni 969)
- Raimund Borrell, Graf von Barcelona (* 971/72; † 1017) ⚭ Ermesinde von Carcassonne († 1058)
- Ermengol I., Graf von Urgell (*973/77; † 1010) ⚭ Gerberga
- Ermengarde († nach 1029) ⚭ Geribert, Vizegraf von Barcelona († nach 1019)
- Richilde († nach 1041) ⚭ Udalard, Vizegraf von Barcelona († nach 1030)

Seine zweite Ehefrau war Heimerud.